# Étienne Douaihy
Estéphane Douaihy (en arabe Isțifānūs Buțrus al-Duwaīhī) ou Edhenensis, né le 2 août 1630 à Ehden dans le nord du Liban, fut patriarche de l'Église maronite (sous le nom d'Étienne II) à partir du 20 mai 1670. Il mourut le 3 mai 1704 à Qannoubine. Resté dans les mémoires comme une grande figure de la tradition maronite, il est l'auteur d'une œuvre littéraire importante. Reconnu vénérable par l'Église catholique, il est béatifié le 2 août 2024 à Bkerké.

## Biographie

### Début de vie religieuse
Issu d'une grande famille maronite, orphelin de père à l'âge de trois ans, il fut envoyé en 1641, avec trois autres garçons, au Collège maronite de Rome. Ce séjour de formation dans la capitale de l'Église catholique dura près de quatorze ans, de juin 1641 à avril 1655. Au cours de cette période, il fut un temps presque frappé de cécité, mais il recouvra la vue et attribua cette guérison à un miracle de la Sainte Vierge. Revenu au Liban avec une solide formation intellectuelle, il fut ordonné prêtre par le patriarche Jean Bawab de Safra le 25 mars 1656. Il fonda alors dans le monastère Saint-Jacques (Mar Ya'qub) d'Ehden une école où il enseigna gratuitement le syriaque et la religion chrétienne à environ quarante jeunes garçons. 

### Patriarche de l'Église syriaque
En 1658, il fut envoyé à Alep, plus grande ville du Levant à l'époque, où il resta cinq mois auprès de l'évêque André Akhidjan et se fit une réputation comme prédicateur. À son retour au Mont-Liban, à la fin de cette même année, il reçut la bulle qui le nommait missionnaire de la congrégation De Propaganda Fide en Orient.
Il s'installa alors un temps dans le Kesrouan, où s'était également réfugié le patriarche Georges Rizqallah à cause de l'insécurité régnant dans le nord, et où les jésuites venaient de fonder (en 1656) le collège Saint-Joseph d'Antoura. Il y enseigna à un groupe de quinze étudiants. En 1660, le patriarche lui confia une mission de visiteur des paroisses du Chouf et du Sud-Liban ; il fit sa tournée en trois mois, après quoi il alla faire son rapport à Qannoubine où le chef de l'Église était retourné. Il reprit alors son activité d'enseignement au monastère Saint-Jacques d'Ehden et fut aussi chargé, comme pasteur, de la paroisse d'Ardeh.
En 1663, il fut renvoyé à Alep où il resta cette fois cinq ans. Il y fonda l'École maronite (al-Kuttāb al-Mārūnī), qui connut ensuite, au tournant du XVIIe  et du XVIIIe siècle, un grand rayonnement sous la direction du Père Boutros al-Tulawi. Il y prêcha avec grand succès et y disputa avec des représentants des confessions chrétiennes concurrentes. En 1665, il écrivit au patriarche et à l'évêque maronite d'Alep (Djibraïl al-Blouzawi, qui se trouvait au Liban) pour demander l'autorisation de rentrer, mais l'insécurité régnant à nouveau au Nord-Liban, le patriarche était retourné dans le Kesrouan, et il n'y eut pas de réponse.
Finalement il quitta Alep le 21 mai 1668 et se rendit auprès du patriarche Georges Rizqallah pour lui demander la permission de faire un pèlerinage à Jérusalem en compagnie de sa mère et de son frère Moussa. À son retour, il fut consacré le 8 juillet évêque maronite de Chypre ; il s'y rendit en tournée pastorale en 1669.

### Patriarche de l'Eglise maronite
Le 12 avril 1670, le patriarche Rizqallah mourut de la peste dans le monastère Mar Challita du Kesrouan. Le 20 mai, Étienne Douaihy fut élu patriarche à Qannoubine, et il fut intronisé deux jours après. Il dut d'abord faire face à une forte contestation de la régularité de son élection, menée notamment par le puissant cheikh Abou Nawfal al-Khazen, qui n'avait pas été consulté. Quelques évêques écrivirent au pape pour lui signifier leur refus de cet avènement. Aussi, quand Youssef Hasrouni, évêque de Tripoli, se rendit à Rome pour obtenir le pallium, le fit-on attendre longtemps : il ne fut accordé que le 8 août 1672 après de nombreuses consultations, et le nouveau patriarche ne le reçut effectivement que le 6 octobre 1673.
Le pontificat d'Étienne Douaihy fut marqué comme celui de ses prédécesseurs par une insécurité permanente liée notamment aux extorsions fiscales : à neuf reprises il dut fuir le siège patriarcal de Qannoubine pour se mettre en sûreté, soit dans le monastère Mar Challita-Mouqbès, près de Ghosta (dans le fief de la famille al-Khazen), soit dans celui de Majdel Meouch, dans le Chouf (entre 1680 et 1685), soit à Jbeil ou à Batroun. Il se trouva souvent dans des conditions précaires.
Dans ces circonstances difficiles, il déploya une activité considérable. Pendant son pontificat, il fit construire vingt-sept églises et plusieurs monastères, consacra quatorze évêques et de nombreux prêtres. Il réforma le monachisme maronite sur le modèle des ordres religieux de l'Église latine : le 1er août 1695, il donna son approbation à la création de l'Ordre mariamite ; dans les mêmes années était aussi établi l'Ordre antonin maronite (fondation du monastère Saint-Isaïe de Broumana en 1698). Il s'activa également pour le ralliement des chrétiens melkites au catholicisme. Son souci constant fut de trouver un équilibre entre l'établissement de liens étroits avec l'Église catholique et la préservation du caractère propre de l'Église maronite. 
En 1703 encore, il dut être secouru par une troupe envoyée par la famille al-Khazen, et se réfugier au monastère Mar Challita, après des violences exercées contre lui par le gouverneur de Jebbet Bcharré, qui exigeait un versement d'argent. Revenu à Qannoubine le 26 avril 1704, il mourut une semaine plus tard, le 3 mai, dans la résidence patriarcale.

## Béatification et canonisation
Le patriarche Douaihy reste une figure majeure de la tradition maronite et sa réputation de sainteté est resté vive. L'introduction de sa cause en béatification et canonisation démarre dans l'archidiocèse maronite d'Antioche en 2000, après l'aval de la congrégation pour les causes des saints. 
Le 3 juillet 2008, le pape Benoît XVI lui attribue le titre de vénérable, première étape avant la canonisation.
Le 2 août 2024, il est béatifié par le cardinal Marcello Semeraro, préfet du Dicastère pour les causes des Saints et représentant du pape François, lors d'une cérémonie à Bkerké, siège de l'Église maronite.

## Œuvre
Le patriarche Étienne Douaihy est l'auteur d'une trentaine d'ouvrages consacrés à l'Église maronite, son histoire et ses usages liturgiques, ainsi que d'homélies, de commentaires exégétiques, de Vies de saints, et d'une correspondance très importante avec des personnages très variés (lettres écrites généralement en arabe garshouni ou en italien mêlé souvent de latin).

### Ouvrages historiques
- Histoire des temps ou Annales (Tārīkh al-azminah): une histoire du Proche-Orient existant en deux versions, une appelée traditionnellement Histoire des chrétiens et allant de la première croisade (1095) à l'an 1699, et une autre appelée Histoire des musulmans allant de l'Hégire en 622 à l'an 1686 ;
- Apologie de la nation maronite, constituée de trois livres : Les origines des Maronites, texte en dix chapitres sur l'histoire ancienne, fort obscure, de l'Église maronite ; La perpétuelle orthodoxie des Maronites, texte en dix-neuf chapitres tentant de réfuter les auteurs ayant soutenu que l'Église maronite n'avait adhéré que récemment à l'orthodoxie romaine ; Protestations de la communauté maronite, série de douze réfutations d'un rapport critique établi par le jésuite italien Giovanni Battista Eliano (1530-1589) à partir de l'examen de vingt-deux livres maronites contenant des « erreurs »[9] ;
- Chaîne des patriarches maronites, depuis Jean Maron jusqu'à lui-même (personnages pour la plupart très peu documentés) ;
- Les prélats de Jebbet Bcharré de 1382 à 1690 ;
- Histoire du Collège maronite de Rome.

### Écrits liturgiques
- Le luminaire des saints mystères ou La lampe du sanctuaire (Manārat al-aqdās), traité sur l'explication de la liturgie de la messe  ;
- Livre de l'ordination, ou Livre maronite de la chirotonie (c'est-à-dire le rite de l'imposition des mains par l'évêque pour l'ordination des ministres du culte) ;
- Explication de la chirotonie syriaque ;
- Explication des consécrations (dix chapitres sur les différents rites de consécration : d'églises, d'autels, etc.) ;
- Livre des anaphores syriaques (les trente-et-une anaphores en usage dans l'Église maronite) ;
- Les fêtes de l'année, ou Livre des rites et des bénédictions ;
- Brève explication des mesures des vers syriaques et des premiers mots des chants ;
- Le rite du port du capuchon.

## Édition
- Buțrus Fahd (éd.), Liber brevis explicationis de Maronitarum origine eorumque perpetua orthodoxia et salute ab omni hæresi et superstitione (arabe et latin), Jounieh (Liban), Bonne Presse, 1974 (2 vol.).
- Buțrus Fahd, Tārīkh al-azminah, Dar Lahd Khatir (Liban), 1976.
- Louis Hage (éd.), Les strophes-types syriaques et leurs mètres poétiques, Kaslik (Liban), Université du Saint-Esprit, 1986.